# Bitva u Skopje
Bitva u Skopje byla jednou z rozhodujících bitev byzantsko-bulharských válek. Odehrála se roku 1004 v blízkosti města Skopje a skončila velkým byzantským vítězstvím.

## Okolnosti a průběh bitvy
Roku 976 nastoupil na trůn byzantský císař Basileios II. Bulgaroktonos (Bulharobijce), jenž se rozhodl definitivně podmanit bulharskou říši. Od uzavření míru s Fátimovci roku 1001 se proto důsledně věnoval válce s Bulharskem a trvalým postupem získával jeden bulharský opěrný bod za druhým. Jedním z velkých střetnutí mezi ním a bulharským carem Samuelem se stala v polovině roku 1004 bitva poblíž Skopje, kde měla bulharská vojska zamezit získání tohoto města. Bitva ovšem skončila naprostým byzantským vítězstvím a Skopje záhy nato otevřelo Byzantincům své brány. Od roku 1001 se tak Basileiovi během pěti let podařilo získat polovinu Samuelova území.